# Deşteaptă-te, române!
Deșteaptă-te, române! (Kan oversættes som "Vågn op, rumæner!") er Rumæniens nationalmelodi. 
Teksten blev skrevet af Andrei Mureșanu (1816-1863) i år 1848 under navnet "Un răsunet" (et ekko) og blev sunget for første gang samme år i byen Brașov. Den blev nationalmelodi i 1989 og erstattede den tidligere kommunistiske nationalmelodi, Trei Culori (tre farver). Sangen var også Moldovas nationalmelodi fra 1991 til 1994, hvor den blev erstattet af landets nuværende nationalmelodi, "Limba noastră" (vort sprog).

## Original Tekst
Rumæniens nationalmelodi har 11 vers, men normalt synges kun vers 1 og 2, andre gange 1, 2 og 4 (nogle gange i rækkefølgen 1, 4, 2).
1
Deșteaptă-te, române, din somnul cel de moarte,
În care te-adânciră barbarii de tirani
Acum ori niciodată croiește-ți altă soarte,
La care să se-nchine și cruzii tăi dușmani.
2
Acum ori niciodată să dăm dovezi în lume
Că-n aste mâni mai curge un sânge de roman,
Și că-n a noastre piepturi păstrăm cu fală-un nume
Triumfător în lupte, un nume de Traian.
3
Înalță-ți lata frunte și caută-n giur de tine, 
Cum stau ca brazi în munte voinici sute de mii; 
Un glas ei mai așteaptă și sar ca lupi în stâne, 
Bătrâni, bărbați, juni, tineri, din munți și din câmpii. 
4
Priviți, mărețe umbre, Mihai, Ștefan, Corvine,
Româna națiune, ai voștri strănepoți,
Cu brațele armate, cu focul vostru-n vine,
“Viața-n libertate ori moarte” strigă toți.
5
Pre voi vă nimiciră a pizmei răutate 
Și oarba neunire la Milcov și Carpați 
Dar noi, pătrunși la suflet de sfânta libertate, 
Jurăm că vom da mâna, să fim pururea frați. 
6
O mamă văduvită de la Mihai cel Mare 
Pretinde de la fii-și azi mână d-ajutori, 
Și blastămă cu lacrămi în ochi pe orișicare, 
În astfel de pericul s-ar face vânzători. 
7
De fulgere să piară, de trăsnet și pucioasă, 
Oricare s-ar retrage din gloriosul loc, 
Când patria sau mama, cu inima duioasă, 
Va cere ca să trecem prin sabie și foc. 
8
N-ajunge iataganul barbarei semilune, 
A cărui plăgi fatale și azi le mai simțim; 
Acum se vâră cnuta în vetrele străbune, 
Dar martor ne e Domnul că vii nu o primim. 
9
N-ajunge despotismul cu-ntreaga lui orbie, 
Al cărui jug de seculi ca vitele-l purtăm; 
Acum se-ncearcă cruzii, cu oarba lor trufie, 
Să ne răpească limba, dar morți numai o dăm. 
10
Români din patru unghiuri, acum ori niciodată 
Uniți-vă în cuget, uniți-vă-n simțiri. 
Strigați în lumea largă că Dunărea-i furată 
Prin intrigă și silă, viclene uneltiri. 
11
Preoți, cu crucea-n frunte căci oastea e creștină,
Deviza-i libertate şi scopul ei preasfânt.
Murim mai bine-n luptă, cu glorie deplină,
Decât să fim sclavi iarăși în vechiul nost’pământ.